# Кампу-Гранди (аэропорт)
Международный аэропорт Кампу-Гранди (порт. Aeroporto Internacional de Campo Grande) (Код ИАТА: CGR) — аэропорт, обслуживающий Кампу-Гранди, штат Мату-Гросу-ду-Сул. Расположен в 7 км от центра города. Он также является военным аэропортом: часть аэропорта известна под названием Воздушная база Кампу-Гранди.

## История
В 1950 году в аэропорту начали строить взлётно-посадочную полосу. Три года спустя аэропорт был официально открыт, когда президент республики Жетулиу Варгас, на борту самолёта Lockheed Constellation авиакомпании Panair do Brasil совершил первое приземление в аэропорту. В то время впп имела длину 2250 метров и ширину 42,6 метра.
Пассажирский терминал был открыт в январе 1964 года, а авиационные сектора (гражданский и военный) в 1967 году.
В 1971 году ВПП была увеличена до 2600 х 43 метра асфальтового покрытия.
Международным аэропортом Кампу-Гранди управляло министерство воздушных сил, через департамент гражданской авиации (Departamento de Aviação Civil) до 3 февраля 1975 года, когда аэропорт стал управляться компанией Infraero.
В 1983 году было произведено расширение площади пассажирского терминала с 1.500 м ² до 5.000 м ². В 1997 году начало строительство и расширение транспортной парковки, строительство нового здания (Seção Contra Incêndio) (открыто в 14.12.1998 года).
В конце 1990-х годах пассажирский терминал был расширен с 5.000 м. ² до 6.082 м. ², а также было создано международное крыло аэропорта.

## Авиалинии и направления
| Национальные рейсы | Национальные рейсы |
| Авиалинии          | Назначения |
| ------------------ | --- |
| Gol                | Сан-Паулу (Конгоньяс и Гуарульос), Бразилиа, Белу-Оризонти (Танкреду Невес), Куритиба, Порту-Алегри, Куяба, Порту-Велью и Манаус                                                                                 |
| Avianca Brasil     | Куритиба, Порту-Алегри, Куяба, Сан-Паулу (Гуарульос) и Порту-Велью |
| TAM                | Сан-Паулу (Конгоньяс), Сан-Паулу (Гуарульос), Бразилиа, Боа-Виста, Гояния, Куяба, Куритиба, Лондрина, Манаус, Рио-де-Жанейро (Сантос-Дюмон) и Корумба                                                            |
| TAP                | делит рейсы с авиакомпанией TAM |
| TRIP               | Куяба, Корумба, Дорадус, Бониту, Куритиба, Лондрина, Каскавел, Маринга, Кампинас, Белу-Оризонти (Карлос Друммонд де Андраде), Сан-Жозе-ду-Риу-Прету, Рио-де-Жанейро (Сантос-Дюмон), Фос-ду-Игуасу и Порту-Алегри |
| Azul               | Кампинас, Куритиба, Белу-Оризонти (Танкреду Невес) и Салвадор |

| Международные рейсы | Международные рейсы |
| Авиалинии           | Назначения |
| ------------------- | --- |
| Gol                 | Санта-Крус-де-ла-Сьерра (Международный аэропорт Виру-Виру (Боливия)) и Сан-Карлос-де-Барилоче (Международный аэропорт Теньенте Луис Канделариа (Teniente Luis Candelaria) (Аргентина)). |

### Грузовые перевозки
| Национальный транспорт | Национальный транспорт |
| Авиалинии              | Назначения |
| ---------------------- | --- |
| GOLLOG                 | Белу-Оризонти (Танкреду Невес), Бразилиа, Куяба, Куритиба, Гояния, Форталеза, Манаус, Порту-Алегри, Порту-Велью, Президенти-Пруденти, Ресифи, Салвадор, Сан-Паулу (Конгоньяс и Гуарульос). |
| TAM Cargo              | Сан-Жозе-ду-Риу-Прету, Сан-Паулу (Конгоньяс и Гуарульос), Бразилиа и Куяба |

## Количество пассажиров
| Пассажиры | Пассажиры | Пассажиры      | Пассажиры      |
| Год       | Итог      | Национальные   | Международные  |
| --------- | --------- | -------------- | -------------- |
| 2002      | 556 016   | нет информации | нет информации |
| 2003      | 477 981   | 477 826        | 155            |
| 2004      | 516 494   | 516 372        | 122            |
| 2005      | 652 150   | 649 341        | 2809           |
| 2006      | 718 356   | 695 213        | 23 143         |
| 2007      | 755 730   | 744 487        | 11 243         |
| 2008      | 835 034   | 823 675        | 11 359         |
| 2009      | 1 028 643 | 1 017 371      | 11 272         |

| Самолёты | Самолёты | Самолёты       | Самолёты       |
| Год      | Итог     | Национальные   | Международные  |
| -------- | -------- | -------------- | -------------- |
| 2002     | 23 960   | нет информации | нет информации |
| 2003     | 24 917   | 24 780         | 137            |
| 2004     | 26 075   | 25 939         | 136            |
| 2005     | 21 592   | 21 396         | 196            |
| 2006     | 21 629   | 20 861         | 768            |
| 2007     | 23 066   | 21 597         | 1469           |
| 2008     | 25 075   | 23 821         | 1254           |
| 2009     | 28 152   | 26 913         | 1 239          |

| Груз | Груз      | Груз           | Груз           |
| Год  | Итог      | Национальный   | Международный  |
| ---- | --------- | -------------- | -------------- |
| 2002 | 3 891 802 | нет информации | нет информации |
| 2003 | 5 928 441 | 5 928 441      | 0              |
| 2004 | 6 351 159 | 6 351 159      | 0              |
| 2005 | 5 914 391 | 5 907 039      | 7 352          |
| 2006 | 4 805 992 | 4 800 833      | 5 159          |
| 2007 | 4 935 170 | 4 894 319      | 40 851         |
| 2008 | 5 358 783 | 5 138 281      | 220 502        |
| 2009 | 5 862 042 | 5 575 682      | 286 360        |